# Jur Arten
Jur Arten, gebürtig George (Jerzy) Strahler, (* 28. Februar 1906 in Warschau, Russisches Kaiserreich; † 1981, vermutlich in Deutschland) war ein deutscher Schauspieler bei Bühne und Film sowie ein Filmfirmendirektor und Synchronregisseur.

## Leben und Wirken
Der Sohn des im Warschau zur Zarenzeit ansässigen Direktors Johann Strahler und seiner polnischen Ehefrau Maria Jagodzinska ging nach dem Abitur an eine Warschauer Schauspielschule, um sich zum Schauspieler ausbilden zu lassen. Seit 1926 beim polnischen Film (kleine Rolle in dem Stummfilm Za głosem serca), durchlief Strahler mehrere untergeordnete Tätigkeiten, so ab 1930 auch die eines Regieassistenten und Produktionsleiterassistenten bei den Berliner Filmfirmen Tobis, UFA und Terra. Beginnend mit einer deutsch-polnischen Gemeinschaftsproduktion über den sächsischen Kurfürsten August der Starke, der zugleich auch König von Polen war, begann Strahler, der sich fortan Jur Arten nannte, seine Tätigkeit als Schauspieler beim deutschen Tonfilm.
Artens Auftritte vor der Kamera besaßen in den kommenden vier Jahrzehnten ebenso Seltenheitswert wie nahezu durchgehend Chargenformat. Nach 1945 halfen ihn seine polnischen Wurzeln, zeitweilig zum Direktor der Film Polski Berlin berufen zu werden. Darüber hinaus betätigte er sich mit der Regie von deutschen Synchronfassungen ausländischer Filme. Er soll sich zeitweise auch als Drehbuchautor betätigt haben. Jur Arten / George Strahler, der nach dem Zweiten Weltkrieg in Berlin-Nikolassee lebte, war mit Ellen Gutzeit (1909–1968) verheiratet. Sein Bruder Janusz Star (1896–1973) arbeitete als Schauspieler, Drehbuchautor, Kameramann und Regisseur.

## Filmografie
als Schauspieler:
- 1926: Za głosem serca
- 1935: August der Starke
- 1937: Menschen ohne Vaterland
- 1938: Verklungene Melodie
- 1940: Verwandte sind auch Menschen
- 1941: Anschlag auf Baku
- 1943: Münchhausen
- 1943: Kollege kommt gleich
- 1943: Ein schöner Tag
- 1944: Es lebe die Liebe
- 1952: Der Onkel aus Amerika
- 1959: Alle Tage ist kein Sonntag
- 1960: Herrin der Welt
- 1964: Zimmer 13
- 1973: Lokaltermin: (Fernsehserie. Folge: Der Amokfahrer)